# Grégory Labille
Pour les articles homonymes, voir Labille.
Grégory Labille, né le 10 juillet 1968 à Tourcoing, est un homme politique français. 
À la suite de l'élection de Stéphane Demilly comme sénateur de la Somme, il devient député de la 5e circonscription de la Somme.

## Biographie
Grégory Labille est instituteur. Il enseigne à l'école Jules Verne de la plaine Saint-Martin de Ham en 1993. En 1999, il est nommé directeur de l'école maternelle Victor Hugo à Ham. En 2005, il décide de se consacrer aux écoliers comme professeur des écoles remplaçant ; il sillonne le Santerre afin de remplacer ses collègues dans les écoles.
Il est membre de l'Union des démocrates et indépendants,.
Il est adjoint au maire de Ham chargé des affaires scolaires de 2001 à 2014,. Il est conseiller général du canton de Ham de 2008 à 2015.
Il est élu maire de Ham lors des municipales de 2014. De janvier 2017 à 2020, il est le 1er vice-président de la communauté de communes de l'Est de la Somme chargé de la petite enfance, de la jeunesse et de la santé.
Il est le suppléant de Stéphane Demilly de 2012 à 2020.
Grégory Labille est battu lors des municipales de 2020,, il indique alors ne pas vouloir siéger dans l'opposition et annonce son retrait de la vie politique,,.
À la suite de l'élection de Stéphane Demilly comme sénateur de la Somme,, il devient député de la 5e circonscription de la Somme,,.
Il entre en fonction le 8 octobre 2020 et rejoint le groupe UDI.
Candidat à sa succession lors des élections législatives de 2022, il est éliminé dès le premier tour.